# Бердышла
Бердышла (баш. Бәрҙешле) — деревня в Ишимбайском районе Башкортостана, входит в состав Петровского сельсовета.

## Происхождение названия
Ойконим баш. Бәрҙешле от гидронима баш. Бәрҙешле, левого притока Селеука.

## Население
| 2002 | 2009 | 2010 |
| ---- | ---- | ---- |
| 254  | ↗294 | ↘212 |

Национальный состав
Согласно переписи 2002 года, преобладающая национальность — русские (82 %).

## Географическое положение
Расстояние до:
- районного центра (Ишимбай): 30 км,
- центра сельсовета (Петровское): 5 км,
- ближайшей ж/д станции (Стерлитамак): 39 км.